# Länsväg 125
De Zweedse weg 125 (Zweeds: Länsväg 125) is een provinciale weg in de provincies Jönköpings län, Kalmar län en Kronobergs län in Zweden en is circa 116 kilometer lang. De weg ligt in het  zuiden van Zweden.

## Plaatsen langs de weg
- Lindsdal
- Läckeby
- Bäckebo
- Alsterbro
- Fagershult
- Nye
- Vetlanda

## Knooppunten
- E22 bij Lindsdal (begin)
- Riksväg 37: start gezamenlijk tracé, bij Fagershult
- Riksväg 37: einde gezamenlijk tracé, Riksväg 23: begin gezamenlijk tracé van zo'n 2 kilometer
- Riksväg 47 bij Vetlanda (einde)